# Technofóbia
A technofóbia görög szó a „τέχνη - tekhné”, (ami művészetet, jártasságot vagy fémmegmunkálás jelent) és a „φόβος - phobosz” (vagyis félelem) szavakból alkották és habár a jelenség tömegesen az ipari forradalom idején jelenik meg, maga a kifejezés a 60-as évekből ered.

## Jelentése és megnyilvánulása
A technofóbiának több definíciója is használatos:
- A technofóbia jelentheti a modern technológia használatától való idegenkedést vagy félelmet. A negatív érzelem egyik fő oka a technikai ismeretek hiánya, ami a használathoz is elengedhetetlen.
- Másrészt a technofóbia jelentheti a modern technológiai fejlődés hatásaitól való idegenkedést vagy félelmet. Ez esetben az ok lehet szintén a technikai ismeret hiánya, de ez nem kizárólagos tényező, mert akár egzisztenciális félelmek is állhatnak a negatív érzelmek mögött. Ilyen például az állásunk elvesztése vélt vagy valós technikai fejlesztés miatt (gyártósori robottechnika bevezetése). Vagy akár élet féltése az atomtechnikával szemben.

A fóbia megnyilvánulása lehet enyhe frusztráció és akár tettlegesség is, mint például a géprombolás. Technofóbiáról nem egy konkrét, hanem legalább egy csoport technikai eszközöktől való negatív érzelem esetén beszélünk. Az eszközök sokfélesége és összetettsége miatt ritka a minden technológiára kiható fóbia, jellemzően inkább - főleg az adott időben - fejlettebbnek számító eszközökre terjed ki az elítélő érzés.

## Története
A technikai eszközök fejlődése már a reneszánsz alatt és után megindul Európában (például korszerű hajók építése), de a gépi technológia fejlesztése és az attól való tömeges idegenkedés az ipari forradalom alatt és után jellemző.
Géprombolásról, már 1710-ből vannak feljegyzések. 1804-ben lyoni takácsok munkájukat féltve megpróbálják elpusztítani Jacquard szövőszékeit.
A ludditák 1811-1816 között az angliai, Nottingham grófságában munkanélküliek csoportja (korabeli megfogalmazás szerint: „dologkerülők”) csoportosan betörtek gyártelepekre és az ott üzemelő gépeket rombolták. A mozgalom - talán nem is létező - Ned Ludd nevű (korabeli utalások szerint mentális problémákkal küzdő) embertől kapta a nevét, aki a 18. sz. közepén élt Leicesterben. Egy alkalommal Ludd berontott egy házba, ahol harisnyaszövő gép működött és összetörte azt. A jelenség olyan komoly problémát jelentett, hogy 1811-ben olyan javaslat került a parlament elé, miszerint a szándékos szövőszék rombolókat halálbüntetéssel sújtanák. A javaslat nagy vitát kavart - többek között Lord Byron is ellene szólalt fel -, de mégis megszavazták. Végül 1813-ban enyhítették a büntetést 7-14 évig tartó deportációra. A mozgalom később több más országban is felüti a fejét.

## Technofóbia az irodalomban és filmekben
A sci-fi irodalom kedvelt témája a technofóbiát feszegető kérdések. Mary Shelley korai sci-fi műve a Frankenstein című könyve 1818-ban jelent meg. A könyv tanulsága, hogy ha az ember felelőtlenül jár el a tudomány által kapott hatalmával, az ellene fordulhat. Charlie Chaplin filmjében a Modern időkben a tömeg termelés érdekében állított gépeket zsarnok embertelen eszköznek ábrázolja.
Később a sci-fi irodalom egyik legtermékenyebb területe lesz a robotokkal kapcsolatos jövőkép. A robotok kezdetben gonosz és rossz teremtények. Isaac Asimov az elsők között volt, akinek műveiben megjelennek a pozitív beállítottságú embereket segítő gépek. Az egyik korai műve „Robbie” pont a jövőbeli technofób kérdést feszegeti. Ellenben Frank Herbert könyvében a „Dűnében” nincs helye robotoknak, akik a történet szerint az ember ellen fordultak egykor és rabigába hajtották az emberiséget. Arthur C. Clarke híres HAL9000-es fedélzeti számítógépe, habár az űrhajó legénysége ellen fordul, de később kiderül, hogy a tragédia oka emberi mulasztás és hiba volt. A tanulság az, hogy habár a gép képes gyilkolni is akár, de mint eszköz esetén a felelős végül is az ember.

## Lásd még
- Technostressz - Munkára használt technikai eszközök (főleg PC-k) több órás használatakor fellépő stressz.
- Technofília - A technikai újdonságok imádata.
- Transzhumanizmus